# Traditio legis

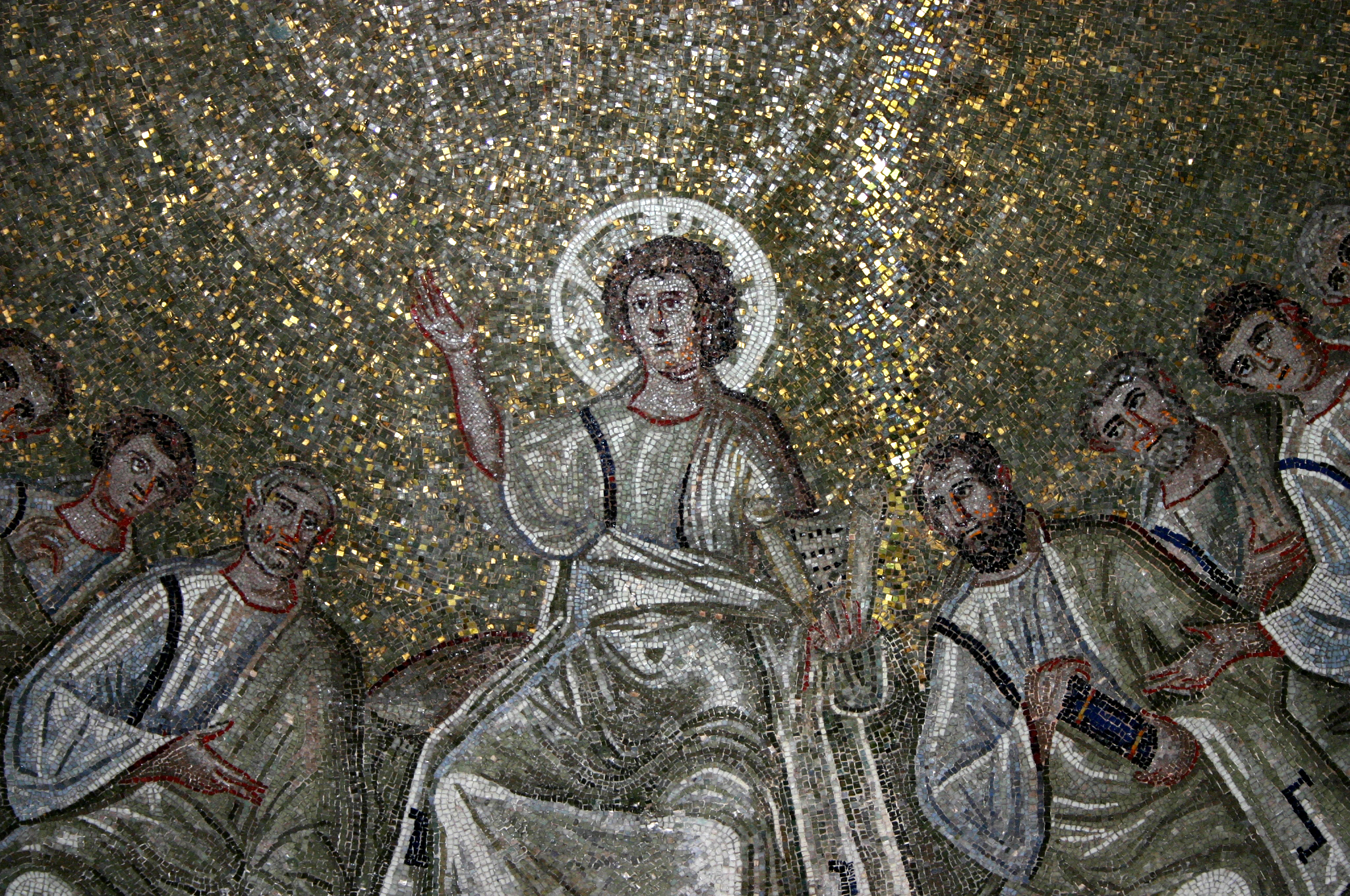
Mosaic a l'absis, s. IV. Capella de San Aquilino, San Lorenzo, Milà

La traditio legis va ser una de les principals creacions de la primera iconografia cristiana. Pròpia de l'art paleocristià, mostra Crist en el moment d'entregar el rotlle de la Llei a sant Pere en presència de sant Pau i representa la transmissió del missatge evangèlic als apòstols. El contingut teològic és important i es mostra amb riquesa de detalls, i el sentit polític és clar: el fet que sant Pere, el "pare de l'Església", sigui el perceptor no és gratuït, ja que és en ell que es fonamenta l'autoritat papal.
Inicialment elaborades amb tècniques escultòriques i musives, ràpidament en feren ús altres arts, com l'ebúrnia, l'orfebreria, la pintura mural, la miniatura… Va començar a ser utilitzat en el context funerari i les primeres mostres es troben en sarcòfags, sovint en estuc. S'utilitzà en l'àmbit territorial de l'Imperi Romà i en estils posteriors al paleocristià: carolingi, otonià i romànic principalment. El nom donat a aquest tipus de representació prové d'un mosaic a la cúpula del baptisteri de San Giovanni in Fonte a Nàpols que mostra Crist entregant a Pere un pergamí en el qual apareixen les paraules "DOMINUS LEGEM DAT".
Les influències de l'escena es troben en la tradició imperial romana en la qual és l'emperador qui fa entrega d'un document a un subordinat. El cristianisme va adaptar el contingut al seu missatge ideològic, sovint incloent el símbol de Crist, XP (χριστoς, khristós), i és freqüent que a Jesús situat entre Pere i Pau s'hi afegeixin altres personatges, normalment altres apòstols, però també bisbes, clergues, donants.
Una mostra de traditio legis és el Sarcòfag de Leocadi, conservat al Museu Nacional Arqueològic de Tarragona, on Pere rep la Llei amb les mans cobertes, tal com es rebien dels emperadors com a símbol de respecte. Mostra de la importància atorgada a l'escena, una d'elles es va ubicar a l'absis de l'antiga basílica de Sant Pere de Roma; aquí, Crist apareix dempeus sobre els quatre rius del paradís donant el rotlle de la Llei a Pere, que se situa a la seva esquerra davant de Pau celebrant.
- Sarcòfag d'Stilicone, estuc de ~385. Museo Civiltà Romana, Roma.
- «DOMINUS LEGEM DAT», mosaic de ~390. Baptisteri de San Giovanni in Fonte.
- Capitell malmès amb traditio legis, talla en pedra de Montjuïc del ss. XII-XIII. Sant Cugat del Vallès.